# 普渡大學中國留學生遭威嚇事件
2021年普渡大學中國學生威嚇事件是2021年12月中旬美國普渡大學的威嚇與騷擾事件。該事件緣起美國媒體ProPublica于2021年11月份報導中國留學生孔志豪因贊揚1989年中國學運而受同校中國民族主義者、親中國政府的留學生威嚇及騷擾。這些留學生指控孔志豪是“美國中情局間諜”同時威脅將聯絡中國大使館將其舉報，同時孔亦聲稱自己在中國的家人受中國國安局警告與威脅。后該校校长米奇·丹尼尔斯發出公開信，批評涉事留學生的行爲，並警告“如果发现他们因其他学生行使言论或信仰自由而向任何外国实体进行举报，都将受到严重制裁”。

## 背景
普渡大学历年来招收着众多国际留学生。2021年秋季学期，普渡共有4,166名国际本科生，4,790名国际研究生或更高层次研究者，共计近9千人。这其中来自中国大陸的有2,530人，为最高比例的留学生来源地。

## 当事人
遭威嚇者为普渡大学土木工程一名中国博士生，于2019年秋季入学。在Covid大流行期间，其发布过一段谴责中国共产党的视频和一封呼吁学生不要加入中国共产党的公开信，遭到同学的口头恐吓和网络欺凌。2020年5月，其在Zoom上参加了纪念六四运动的彩排活动，事后被同学向中华人民共和国国家安全部热线12339举报。其最终在父母的劝说下未能参加活动。此外，其还遭到校内中国学生学者联合会（CSSA）骚扰，但未作报警。
2021年ProPublica对其进行了采访。2021年12月，当事件在校内扩散后，其在reddit上发布了一则帖子阐释了自己的立场，并请求保持低调，拒绝了进一步的采访。
Please, my fellow Chinese, first be a human, then a Chinese, finally a CCP member (if you want).——遭威嚇者，于2021年12月17日reddit发帖的结尾章节

## 網上聯署

### “糾正”丹尼爾斯言論聯署
2021年12月16日，一位網名名爲“普渡大学的中国留学生”（ChineseStudent AtPurdue）的網友于請願網站Change.Org發起“呼吁米奇·丹尼尔斯纠正他对中国学生的不当言论”之聯署案。發起者認爲，米奇·丹尼尔斯的言論“是在沒有確鑿證據的前提下，針對中國留學生的偏見聲明”並質疑這是“根據國籍的歧視”且指責丹尼爾斯的言論已經在大學公開宣揚“政治偏见”從而助長了“排外主義”。同時要求丹尼爾斯應根據事實調查，而不是僅信某家報紙的言論。截止2022年2月16日是次聯署案已得1319份聯署。

### 關於開除涉事學生聯署
2021年12月17日，在要求糾正丹尼爾斯的聯署后，一位網名為喬納森·施瓦茨（Jonathan Schwartz）的網友同時于發起聯署，引用普渡大學校規III.C.1的反騷擾條款，要求普渡大學官方開除騷擾孔志豪的學生。并在請願文書上稱“ 孔志豪有勇气为自由而发声；而現在，正是热爱自由的人为他站出来的时候了。需要正式調查這群骚扰者的身份，让丹尼尔斯校長履行他的承诺。决不能让这些学生繼續就讀這所大学。”在聯署發起的一天内，該筆請願得七千份聯署。截止2022年2月16日是次聯署案已得22258份聯署。

## 各方反應
本·薩斯在2022年12月17日的美國國會的例行會議上發表了贊揚普渡大學公開信的言論，并認爲美國的研究機構和公司應該更多地發出反對中共的聲音。聯邦調查局長克里斯托弗·A·雷在接受NBC News采訪時引用孔志豪的例子，認爲中囯是第一個將高科技和極權統治成功結合的國家。
美國之音和環球時報的報導中均提及了中國駐美大使館發言人劉鵬宇的回應，劉鵬宇認爲“普渡大学针对中国留学生的指控‘毫无根据’，这种指控对中国留学生群体的声誉和安全构成威胁。